# چیغری (باشماکچی)
چیغری (به ترکی استانبولی: Çığrı) یک منطقهٔ مسکونی در ترکیه است که در باشماکچی واقع شده‌است. چیغری ۸۰۰ نفر جمعیت دارد.